# Albens
Albens korábbi község (település) Franciaországban, Savoie megyében. 2016. január 1-jén Cessens, Épersy, Mognard, Saint-Germain-la-Chambotte és Saint-Girod községekkel egyesült és az így létrejött Entrelacs új község része lett.
Lakosainak száma 3895 fő (2018. január 1.). Albens Massingy, Cessens, Bloye, Saint-Félix, Saint-Girod, Mognard, La Biolle és Saint-Germain-la-Chambotte községekkel határos.

## Népesség
A település népességének változása:
| Lakosok száma | 1628 | 1588 | 1661 | 2439 | 2650 | 3146 | 3610 | 6221 | 3940 | 3895 |
|               | 1962 | 1968 | 1975 | 1990 | 1999 | 2008 | 2013 | 2016 | 2017 | 2018 |